# ザ・ロストシティ
『ザ・ロストシティ』（The Lost City）は、2022年のアメリカ合衆国の冒険コメディ映画。監督はアーロン・ニーとアダム・ニー、出演はサンドラ・ブロック、チャニング・テイタム、ダニエル・ラドクリフ、ブラッド・ピットなど。主演のブロックが製作も務めている。
恋愛小説家の女性と、彼女の小説の表紙を飾っている軽薄な人気モデルの男性が、秘宝があるとされる「ロストシティ（失われた都市）」をめぐって繰り広げる冒険を描いている。

## ストーリー
恋愛小説家のロレッタは新作「ザ・ロストシティ」の宣伝のため、モデルのアランと共に各国を巡る宣伝ツアーに出るが、その道中、突然現れた謎の実業家フェアファックスによって南の島へと連れ去られてしまう。フェアファックスは「ザ・ロストシティ」を読んで、彼女が伝説の古代都市の場所を知っていると確信し、彼女を誘拐したのだった。
それを知ったアランは島へとたどり着いてロレッタを探し出し、島から脱出しようとするが、予測不能のハプニングが次々に起こり、正反対な性格の2人の相性の悪さも手伝って、過酷なサバイバルを繰り広げることになる。

## キャスト
※括弧内は日本語吹替。
- ロレッタ・セージ - サンドラ・ブロック（本田貴子）

ベストセラーの恋愛小説家。
- アラン・キャプリズン / ダッシュ・マクマホン - チャニング・テイタム（田中圭）

ロレッタの小説『The Lost City of D』のカバーモデル。
- アビゲイル・フェアファックス - ダニエル・ラドクリフ（小野賢章）

ロレッタの小説に書かれている失われた都市を見つけるために彼女を誘拐する風変わりな億万長者と国際的な犯罪者。
- ベス - ダヴァイン・ジョイ・ランドルフ（反町有里）

ロレッタの広報担当者。
- ジャック・トレーナー - ブラッド・ピット（堀内賢雄）

- アリソン - パティ・ハリソン（英語版）（小林加奈）

ロレッタのソーシャルメディアマネージャー。
- オスカー - オスカー・ヌニェス（英語版）（漢那仁史）

貨物機のパイロット。
- ゴメス警察官 - レイモンド・リー（英語版）

- ソーヤー警察官 - アダム・ニー

- レイ - ボーウェン・ヤン（丹羽正人）

- ファンタジー・ヴィラン - スティーヴン・ラング（星祐樹）

## 公開
ロシアでは2022年2月に発生したロシアによるウクライナ侵攻を受けて、同国での本作品の劇場公開を取り止めることを同年3月に発表した。

## 作品の評価

### 批評
Rotten Tomatoesによれば、265件の評論のうち高評価は79%にあたる210件で、平均点は10点満点中6.4点、批評家の一致した見解は「『ザ・ロストシティ』は、古典的な宝探しの冒険活劇のような輝きはないが、スターたちのスクリューボールな（風変わりな）ケミストリーがこの映画を十分にロマンチックなものにしている。」となっている。
Metacriticによれば、53件の評論のうち、高評価は30件、賛否混在は21件、低評価は2件で、平均点は100点満点中60点となっている。

### 賞歴
| 映画賞                                          | 授賞式        | 部門                     | 対象               | 結果       | 出典          |
| ----------------------------------------------- | ------------- | ------------------------ | ------------------ | ---------- | ------------- |
| 国際映画音楽批評家協会賞                        | 2023年2月23日 | コメディ映画部門作曲賞   | パイナー・トプラク | ノミネート | [ 13 ] [ 14 ] |
| 第3回クリティクス・チョイス・スーパー・アワード | 2023年3月16日 | アクション映画主演女優賞 | サンドラ・ブロック | ノミネート | [ 15 ]        |